# Pescina
Pescina là một đô thịthuộc tỉnh L'Aquila trong vùng Abruzzo của Ý. Ý. Đô thị này có diện tích 37 km², dân số 4500 người. Các đô thị giáp ranh gồm: Castelvecchio Subequo, Celano, Collarmele, Gioia dei Marsi, Ortona dei Marsi, Ortucchio, Ovindoli, San Benedetto dei Marsi, Trasacco